# Gardners
Gardners es un lugar designado por el censo ubicado en el condado de Adams en el estado estadounidense de Pensilvania. En el año 2010 tenía una población de 150 habitantes.

## Geografía
Gardners se encuentra ubicado en las coordenadas 40°0′23″N 77°12′30″O / 40.00639, -77.20833.. Según la Oficina del Censo de los Estados Unidos, Gardners tiene una superficie total de 0,46 mi² (1,2 km²), de la cual 0,46 mi² (1,2 km²) corresponden a tierra firme y 0 mi² (0 km²) es agua.